# Malaquies (profeta)
Malaquies (en hebreu מַלְאָכִי, "el meu missatger") és un profeta hebreu que es considera el redactor bíblic d'un dels llibres de l'Antic Testament - el Llibre de Malaquies - l'últim llibre de la bíblia hebrea, a les bíblies modernes.
De Malaquies se sap que va viure entre la comunitat jueva després de l'exili, ja que els Israelites eren administrats per un governador. El Llibre de Malaquies segurament va ser escrit després del 515 aC, ja que el Temple de Jerusalem havia estat reconstruït. Conté la declaració de Jehovà, adreçada a Israel, per la mediació d'aquest profeta. Denuncia sobretot les negligències aportades al culte a Déu. Al cànon jueu és un dels dotze profetes menors. Les Escriptures no ens expliquen res sobre la seva vida i sobre els seus avantpassats. Resulta del seu llibre que era un home molt gelós. Una de les seves profecies parla del retorn del profeta Elies, que apareixerà just abans del "gran i terrible" succés. Una antiga tradició diu que Elies, que va ser emportat al cel en un carro de foc, ha de tornar a la terra abans del dia del judici final.
El llibre que porta el seu nom parla de diversos oracles més: el càstig dels sacerdots per descuidar els sacrificis, les calamitats pels matrimonis"mixtos", les plagues de llagosta, la sequera. Diu que les calamitats desapareixeran quan es paguin degudament tots els delmes.